# Steinkäuze
Die Steinkäuze (Athene) sind eine Gattung der Eigentlichen Eulen (Strigidae). Die Gattung enthält vier Arten. Es handelt sich um meist kleine dämmerungs- und nachtaktive Eulen. Das Nahrungsspektrum der Steinkäuze ist sehr breit. Insekten können einen sehr großen Anteil in ihrer Ernährung ausmachen. Es sind jedoch in der Regel Kleinsäuger, die energetisch den größten Teil an der Ernährung ausmachen.
In Mitteleuropa lebt nur der namensgebende Steinkauz (Athene noctua), dessen gesamtes Verbreitungsgebiet sich über Eurasien und Nordafrika streckt. In Mitteleuropa besiedelt er ausschließlich Sekundärhabitate. Seine Primärhabitate sind Steppen, Halbwüsten und Wüsten, aber auch durch Großpflanzenfresser gestaltete Weidelandschaften könnten in Mitteleuropa, im Sinne der Megaherbivorenhypothese, dazugehört haben. Die einzige Art, die in der Neuen Welt vorkommt, ist der Kaninchenkauz. Nach Morphologie und Verhalten ist der Kaninchenkauz die am meisten auf ein Leben am Boden spezialisierte Art. Dies zeigt sich unter anderem an seinen langen Läufen.

## Arten
Es werden folgende Arten unterschieden:
- Blewittkauz (Athene blewitti)
- Brahmakauz (Athene brama)
- Guadalcanalkauz (Athene granti), häufig als Unterart des Salomonenkauzes angesehen. Verbreitung: Guadalcanal, Salomonen
- Kaninchenkauz (Athene cunicularia)
- Madagaskarkauz (Athene superciliaris). Verbreitung: Madagaskar
- Malaitakauz (Athene malaitae), häufig als Unterart des Salomonenkauzes angesehen. Verbreitung: Malaita, Salomonen
- Makirakauz (Athene roseoaxillaris), häufig als Unterart des Salomonenkauzes angesehen. Verbreitung: Makira, Salomonen
- Salomonenkauz (Athene jacquinoti). Verbreitung: Salomonen
- Steinkauz (Athene noctua)

Umbrüche bezogen auf die Artabgrenzung gibt es vor allem beim Steinkauz. Nach klassischer Taxonomie werden wegen Unterschieden im Körperbau und der Gefiederfärbung für den Steinkauz bis zu 13 Unterarten unterschieden. Auf Grund von phylogenetischen Untersuchungen ist diese Einteilung derzeit im Umbruch. So unterscheiden sich die mittel- und südeuropäischen Formen auf Basis des Cytochrom b-Vergleichs deutlich von Formen in Kleinasien und Israel. Nach den bislang vorliegenden Ergebnissen ist es möglich, dass es sich bei den Unterarten noctua, vidalii, indigena, lilith und plumipes um Arten handelt, die einer Superspezies angehören. Claus König und Friedhelm Weick nennen in ihrer 2008 erschienenen Eulenmonographie nur noch acht Unterarten und behandeln lilith und spilogastra als eigenständige Arten. Diese werden dann entsprechend geführt als:
- Lilith-Kauz (Athene lilith), zuvor Athene noctua lilith
- Äthiopien-Kauz (Athene spilogastra), zuvor Athene noctua spilogastra

## Herkunft des Namens
Der Gattungsname Athene geht auf die griechische Göttin der Weisheit, Strategie und des Kampfes, Pallas Athene, zurück, deren Symbol die Eule ist.

## Belege

### Einzelbelege
1. ↑  IOC World bird list Owls
2. ↑   Mebs et al., S. 314
3. ↑   Nieuwenhuyse et al., S. 24
4. ↑   König et al., S. 436